# Elección presidencial de Letonia de 2019
Se realizaron elecciones presidenciales indirectas en Letonia el 29 de mayo de 2019.
El parlamento letón eligió al expresidente del Tribunal Europeo de Justicia, Egils Levits, como próximo presidente del país báltico, un papel ceremonial que también conlleva poderes políticos limitados.

## Sistema electoral
El presidente de Letonia es elegido por el Saeima (parlamento letón) que se constituye en colegio electoral. Solo puede ocupar el cargo durante dos mandatos de cuatro años como máximo. La elección se realiza de forma secreta y por mayoría absoluta. Los partidos políticos representados en el Saeima nominan a su candidato.
El presidente es elegido en la primera ronda si recibe la mayoría absoluta de los diputados, es decir, 51 votos de los 100. En caso de que ninguno obtenga mayoría absoluta, se organiza una segunda ronda con los mismos candidatos y en las mismas condiciones, si no se obtiene mayoría absoluta en ésta, los dos candidatos más votados se califican para una tercera ronda, y el que recibe 51 votos se convierte en Presidente de Letonia. El presidente de la Saeima preside el colegio electoral.